# Otto Grünewald
Otto Grünewald (* 29. März 1897 in Bad Wimpfen; † 29. Juli 1980 in Murnau) war ein deutscher Richter und während des Zweiten Weltkriegs Generalrichter in der Wehrmacht
Grünewald war 1915 bis 1918 Kriegsfreiwilliger. Er studierte Jura in Gießen mit dem Abschluss der Promotion (Dr. jur.) 1922 (Dissertation: Die Entwicklung der Bestimmtheit der Strafdrohungen in der deutschen Strafgesetzgebung seit dem 18. Jahrhundert). Ab 1925 war er im hessischen Justizministerium und 1926 bis 1934 Richter (1926 Amtsgerichtsrat in Oppenheim, 1928 Amtsgerichtsrat und 1929 Landgerichtsrat in Darmstadt). Aus politischen Gründen wurde er in Hessen entlassen und wechselte in den preußischen Staatsdienst. Ab Oktober 1935 war er Landgerichtsrat in Berlin und ab 1937 bei der Wehrmacht. 1937 wurde er Regierungsrat und ein Jahr später Oberregierungsrat. Er war Divisionsrichter, 1938 bis 1940 Berater für Strafrecht beim OKH in Berlin und 1940 Richter beim Oberkommandierenden der Wehrmacht in Frankreich. 1940 wurde er Kriegsgerichtsrat. Danach war er bis 1942 Richter beim OKH und wurde danach in die Justizabteilung des OKH versetzt. Er war am Kommissarbefehl beteiligt. 1942  wurde er Reichskriegsgerichtsrat und im August 1944 Generalrichter. November 1942 bis Mai 1945 war er Leiter der Abteilung Feldgerichtsbarkeit beim OKH. 1945 bis 1947 war er in US-Kriegsgefangenschaft. 1947/48  war er einer der Verteidiger von Generaloberstabsrichter Rudolf Lehmann in den Nürnberger Prozessen, dem ehemaligen Leiter der Rechtsabteilung der Wehrmacht, der als einziger Militärrichter in den Nürnberger Prozessen angeklagt war. Lehmann wurde zwar zu sieben Jahren Haft verurteilt aber schon 1950 entlassen. 1948 war er wieder in hessischen Staatsdiensten und ab 1952 dem Amt Blank zugeordnet, wo er an den Gesetzen zu Wehrdienst und Wehrrecht der neu zu gründenden Bundeswehr beteiligt war (Pläne für eine eigene Militärgerichtsbarkeit erfüllten sich allerdings nicht). 1952 saß er mit einem anderen ehemaligen Heeresrichter, Elmar Brandstetter (ehemals Oberfeldrichter), im EVG-Interimsausschuss in Paris. 1955 bis 1957 war er Abteilungsleiter im Verteidigungsministerium. 1957 bis zum Ruhestand 1964 war er Richter (Senatspräsident) am Bundesdisziplinarhof in München, der sich mit Disziplinarverfahren der Bundeswehr befasste.
Er war Mitglied des Bundesvorstandes des Deutschen Richterbundes.
Im Prozess gegen Ferdinand Schörner wurde er 1957 wegen Verdachts der Mittäterschaft nicht vernommen.